# Frédéric R. Kirschleger
Frédéric R. Kirschleger ( 7 de enero de 1804 - 15 de noviembre de 1869 ) fue un médico, botánico y pteridólogo francés .

## Biografía
Frédéric Kirschleger fue criado por su tío Charles Bartholdi (1762-1849), farmacéutico en Munster, quien le daría sus primeras nociones de historia natural. En 1823, se inscribe en la Facultad de Medicina de Estrasburgo; donde el profesor de botánica de la Facultad y jefe farmacéutico de los Hospicios: Chrétien Nestler (1778 - 1832), lo llevó a la Farmacia del Hispital civil. En 1829, defiende su tesis de medicina : Ensayo sobre las aguas minerales de los Vosges.
Se instalaría como médico en Munster de 1829 a 1834, pero rápidamente volvió a la investigación botánica. Su gusto por la botánica lollevó a dejar Munster para irse definitivamente a Estrasburgo en 1834. Fue nombrado profesor de botánica médica en 1835 en la Escuela de Farmacia de Estrasburgo. Será agregado en 1845, Recibió el título de Doctor en Ciencias al año siguiente.
De 1852 a 1862, publicaa la obra capital de su vida : Flore d’Alsace et des contrées limitrophes en 3 volúmenes. En 1862, funda la Société philomathique vogésorhénane que pasaría a llamarse en 1893 Association philomathique d’Alsace et de Lorraine.
Frédéric Kirschleger fallece en Estrasburgo el 15 de noviembre de 1869, al momento de terminar la segunda edición de su Flore.

## Algunas publicaciones

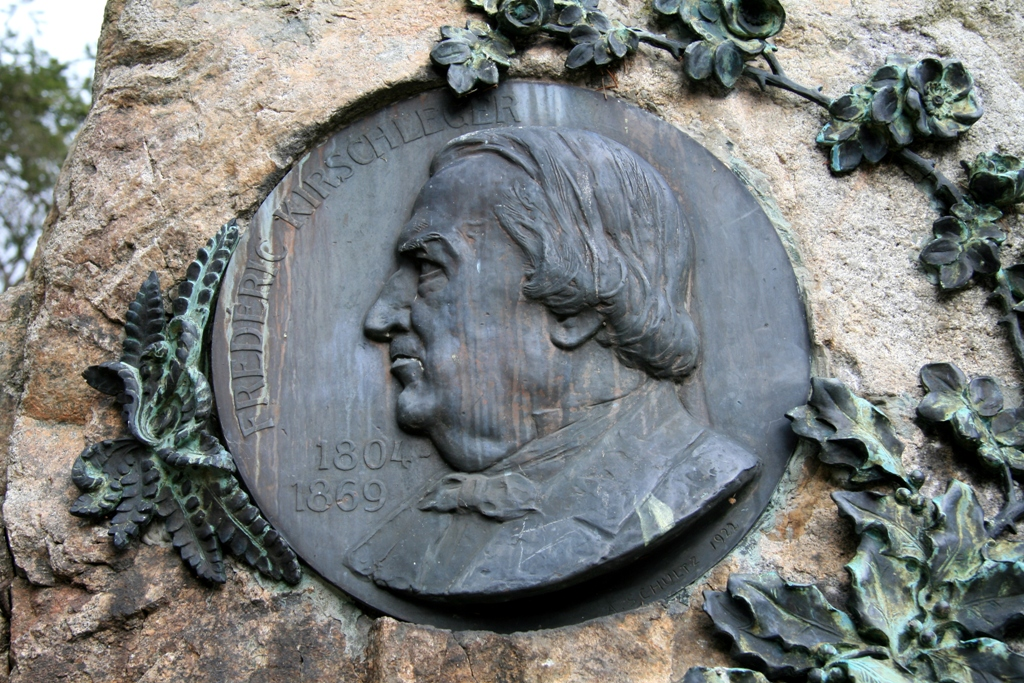
Detalle de un monumento a Kirschleger.

- Das Münstertal, 1824, editó Alfred Pfleger, Colmar s. d. (v. 1944)
- Flore d’Alsace et des régions limitrophes, 3 tomos, 1852, 1857, 1862